# جين غلين
جين غلين (بالإنجليزية: Gene Glynn)‏ هو لاعب كرة قاعدة أمريكي، ولد في 22 سبتمبر 1956 في واسيكا في الولايات المتحدة.